# Hongqi H5
La Hongqi H5 è un'autovettura prodotta dalla casa automobilistica cinese Hongqi a partire dal 2017.

## Caratteristiche
Presentata in anteprima come concept car durante il salone di Shanghai 2017, la versione definitiva della berlina ha debuttato al Salone di Guangzhou 2017. La H5 è basata sulla medesima piattaforma della Mazda 6 di terza generazione (GJ/GL) o Mazda Atenza anch'essa prodotta dalla FAW. L'unico motore disponibile è un 4 cilindri turbo da 1,8 litri che produce 178 CV e 250 Nm di coppia abbinato a un cambio automatico a 6 rapporti.
Nel 2018 il listino viene ridotto con l'unica motorizzazione costituita da un turbo da 1,8 litri che eroga 133 kW (180 CV) e 250 Nm di coppia accoppiato a un cambio automatico a 6 marce.
Nel 2020 il turbo da 1,8 litri viene aggiornato con un sistema ibrido leggero da 48 V ed eroga 147 kW (200 CV) e 320 Nm. Inoltre viene aggiunto un nuovo motore turbo da 1,5 litri che produce 126 kW (171 CV) e 258 Nm di coppia abbinato a un cambio a doppia frizione a 7 velocità.

### Hongqi H5 Sport
L'Hongqi H5 Sports è la versione più sportiva, che presenta paraurti anteriori e posteriori modificati, griglia ridisegnata, parti e finiture nere lucide, spoiler montato sul cofano del bagagliaio e terminali di scarico quadrupli. Tuttavia, il propulsore rimane lo stesso della normale H5.

### Seconda serie (2022-)
Nel 2022 viene introdotta la seconda generazione, disponibile con due motorizzazioni benzina a 4 cilindri in linea turbocompresso da 2,0 litri, affiancato a una propulsione plug-in hybrid con unità a benzina da 1.5 litri.